# Classe Kralj
La classe Kralj (en français : Roi) est une classe de deux bateaux lance-missiles, dont l'un était en commande pour la marine militaire yougoslave et l'autre, à la suite de la dislocation de la Yougoslavie, a été construit pour la marine militaire croate. Depuis 2009, les deux navires restent en service. Il s'agit d'une version améliorée de la classe Končar mesurant 8,5 mètres de plus. Kralj Petar Krešimir IV et son navire jumeau Kralj Dmitar Zvonimir sont les seuls navires de leur catégorie. Un troisième navire potentiel était à l'étude en 1999, mais le navire n'a jamais été mis en service en raison de contraintes budgétaires. Les deux navires portent les noms d'anciens rois de Croatie.

## Historique
La classe Kralj a été développée par l'Institut Brodarski de Zagreb pour la marine yougoslave en tant que successeur des bateaux lance-missiles de la classe Končar. Le projet a été lancé dans les années 1980, mais a été signalé comme suspendu en 1989 pour être redémarré en 1991. Le premier navire de la nouvelle classe devait avoir un numéro de fanion RTOP-501 et nommé Sergej Mašera, officier de la Marine royale yougoslave qui avait empêché le destroyer Zagreb de tomber entre les mains des Italiens lors de l'invasion de la Yougoslavie par l' Axe Rome-Berlin-Tokyo.
Par rapport à l'ancienne classe Končar , la nouvelle classe devait avoir une coque plus longue et une propulsion tout diesel contrairement aux Končars qui étaient équipés d'une propulsion de type CODAG. La nouvelle classe devait également être la première classe yougoslave à être équipé de missiles anti-navires suédois RBS-15 acquis en 1988 et 1989. Au début de la guerre d'indépendance de la Croatie, le premier navire de la classe était proche de son achèvement au chantier naval de Kraljevica. Le navire inachevé a été capturé par les forces croates et a ensuite été mis en service dans la marine croate sous le nom de Kralj Petar Krešimir IV(RTOP-11). Un deuxième navire légèrement modifié a été posé par la Croatie dans les années 1990 et mis en service au début des années 2000 sous le nom de Kralj Dmitar Zvonimir (RTOP-12).

## Unités
| Nom                     | N° coque | Photo | Lancement    | Remarque   |
| ----------------------- | -------- | ----- | ------------ | ---------- |
| Kralj Petar Krešimir IV | RTOP-11  |       | 21 mars 1992 | En service |
| Kralj Dmitar Zvonimir   | RTOP-12  |       | 30 mars 2001 | En service |

## Galerie

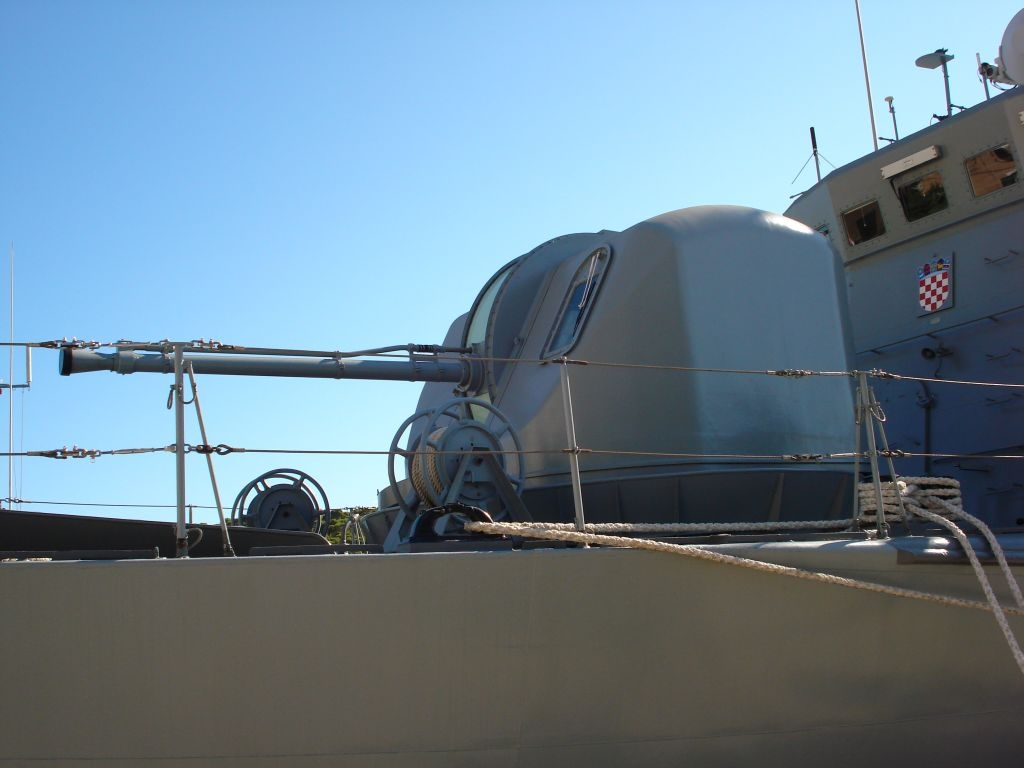
Canon Bofors de 57 mm
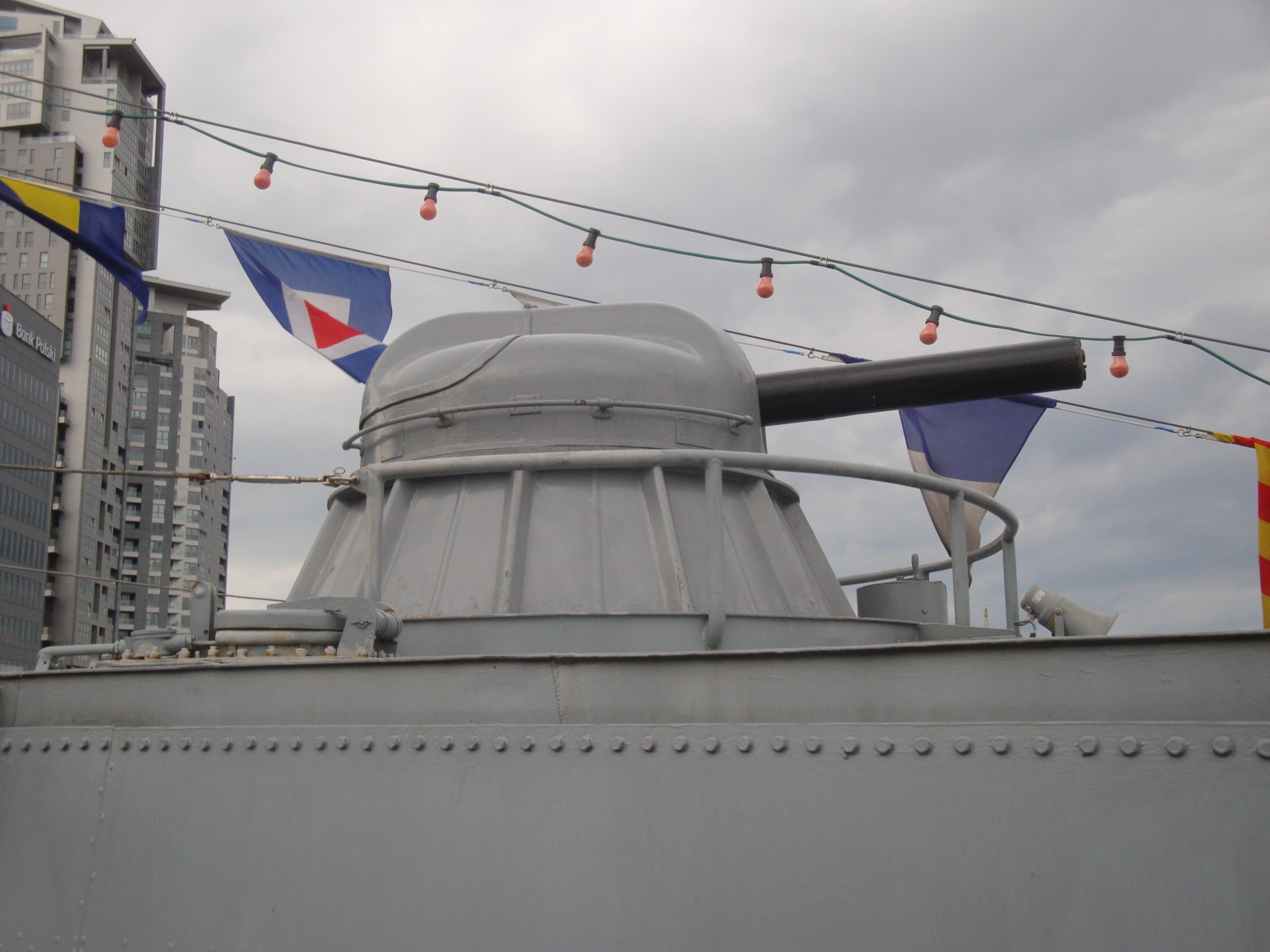
AK-630
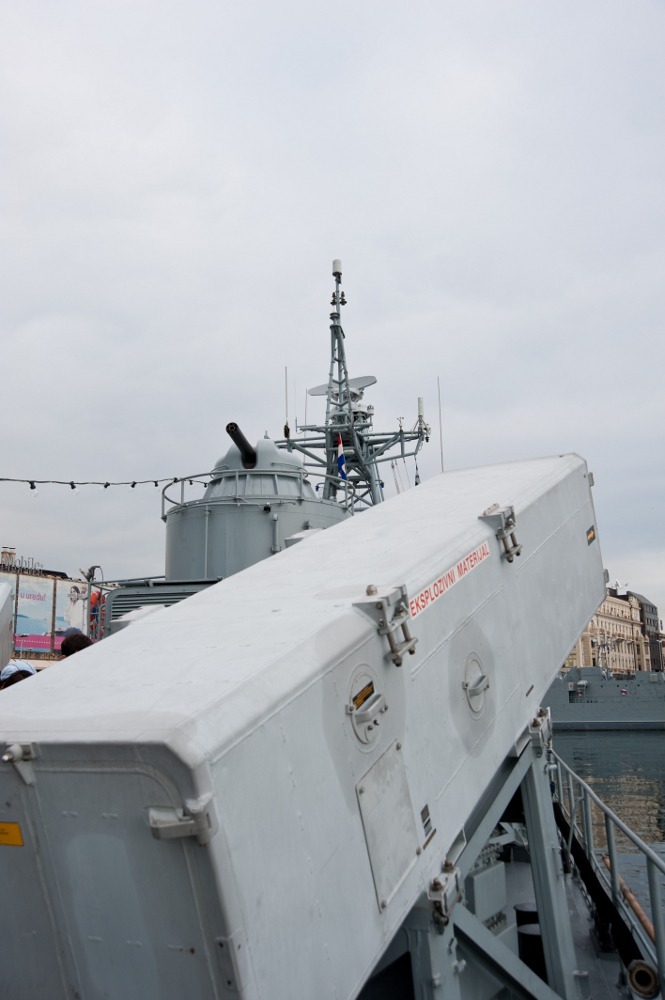
Missile RBS-15